# Sierra de Falcón

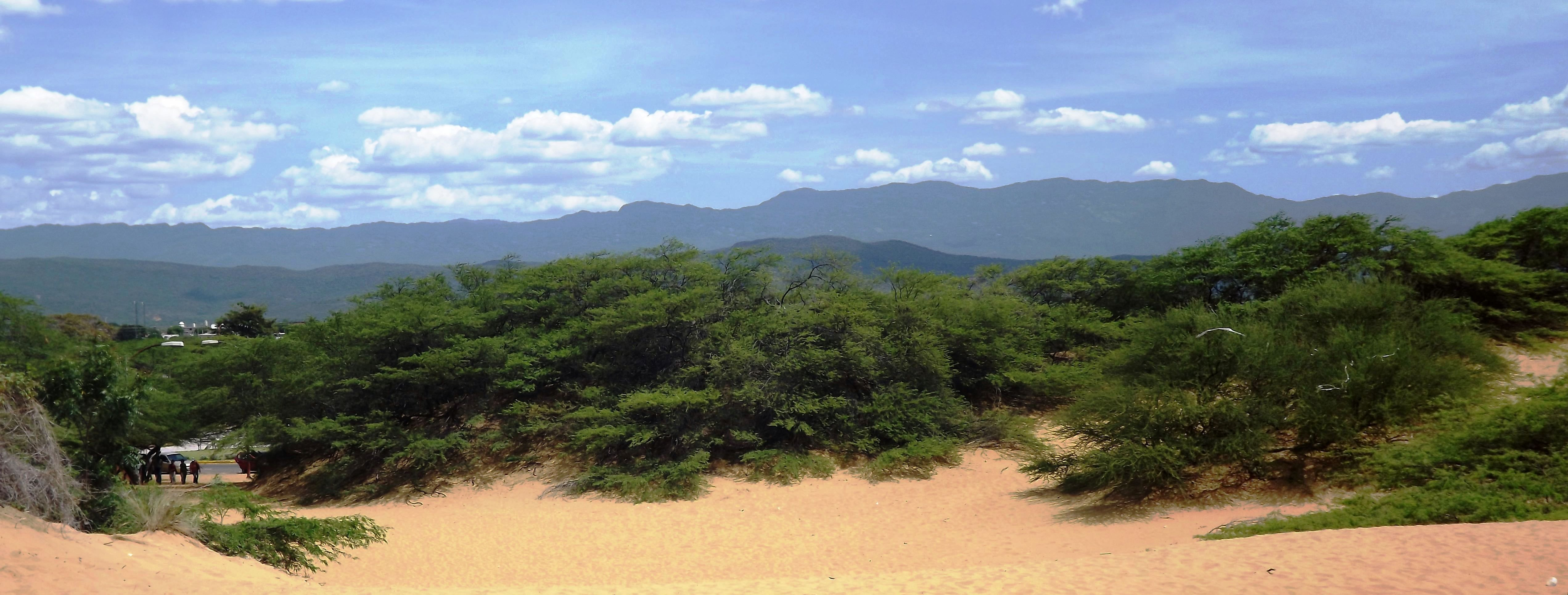
Vista de los médanos de Coro y la sierra de San Luis al fondo.

La Sierra de Falcón consiste en una serie de formaciones montañosas (ubicadas en Estado Falcón) de media altura, compuesta principalmente por la Sierra de San Luis y la Sierra de Churuguara y sus estribaciones y valles intramontanos por los que discurren hacia la costa los ríos que en sus cumbres tienen origen. Estas serranías tienen orientación Este-Oeste y forman parte de un sistema orográfico mucho más extenso denominado Sistema Coriano.
Sus límites naturales, al norte, los constituye la llanura ubicada al oeste del istmo de los Médanos de Coro y las estribaciones que forman los valles costeros al Este del mismo. Al Sur el límite los constituye el río Tocuyo. 
Comprende principalmente los municipios Bolívar, Petit, Federación, Unión y Sucre, pero también el sur de los municipios Miranda y Colina
Ocupa una superficie de 4.219 km² y tiene una población aproximada de 40.000 habitantes. El clima en la subregión es variado, pasando desde los valles bajos intramontanos de vegetación semiáridos hasta los valles más elevados y sus cumbres, donde se hace presente vegetación de bosques húmedos con temperaturas promedio de 17 °C. Entre las poblaciones ubicadas en los valles húmedos se encuentran: San Luis, Curimagua, Cabure, Churuguara y Santa Cruz de Bucaral; en tanto que en la zona semiárida se encuentran Pecaya y La Cruz de Taratara.

## Poblaciones

### San Luis
Capital del municipio Bolívar. Antigua población indo-hispana, habitada inicialmente por indios jirajaras y convertida en "pueblo de doctrina". Fundada en 1770 con el nombre de San Luis de Cariagua. Se encuentra ubicada a 700 m s. n. m. y a una distancia de 64 km al sur de Coro.

### Cabure
Fundada en 1769, hoy capital del Municipio Petit. Se encuentra a 80 km al sur de Coro; posee un potencial de destino turístico y atractivos naturales de gran belleza. Aquí se encuentra el fenómeno característico de la sierra: un lago subterráneo considerado como el más grande de América Latina.

### Curimagua
Hermoso valle de aguas frescas y limpias, también fue asentamiento de indios Jirajaras. 
En 1795, se originó en esta población en la hacienda "Macanillas" el grito de rebelión de José Leonardo Chirino, primer movimiento preindependentista de Venezuela. 
En sus cercanías se encuentra el Haitón del Guarataro.

### Churuguara
Capital del Municipio Federación. Fundada en 1812. Es el mayor núcleo de población de la sierra de Falcón. Situada al sur del estado, en la Cordillera de la Sierra de agua Negra, ramal del Sistema Coriano. Ciudad de imagen pintoresca, donde se conjugan el verdor de sus campos y la benignidad de su clima, el cual promedia una temperatura media de 22,7 °C y una altura de 936 m s. n. m.

### Mapararí
Importante centro agrícola ubicado a 15 km al este de Churuguara, con una variada topografía a una altitud de 800 m s. n. m.
Conserva una de las fiestas tradicionales más antiguas del país: "El Baile de Las Turas", ceremonial para rendirle tributo al Dios de la agricultura por la bondad de la cosecha.

### Santa Cruz de Bucaral
Capital del Municipio Unión, es una de las poblaciones más jóvenes de la sierra falconiana, formada a finales del siglo XIX. Zona de gran potencial económico por sus actividades agropecuarias. En esta población se encuentra el parque nacional Cueva de la Quebrada del Toro.

### Pecaya
Los orígenes de Pecaya datan de tiempos inmemoriales. Territorio de indios Ajaguas. Su economía se basa en la explotación de la planta conocida como "Agave cocui", de la que se extrae un licor conocido como "Cocuy Pecayero". Su "Denominación de Origen" les ha dado la esperanza de desarrollo a los habitantes de esta región.

### Agua Larga
Se tienen registros de esta población de alrededor de 1760, siendo lo más emblemático su Templo de Arcilla con la puerta principal hacia el este, algo que no es común en templos Católicos en Venezuela. Los orígenes de esta población se remontan a los Indios Mapiares entre los siglos XVII y XVIII que tenían su asentamiento en Arajú (Hoy Carretera Nueva Coro- Churuguara, Mcpio Federaíón)y debido a una epidemia que azotaba a los indios pobladores tuvieron que emigrar en busca de nuevos horizontes, llegando así a los Valles de Agua Larga. Los Mapiare llevaron consigo muchas de sus posesiones materiales a Agua Larga, entre las que destaca La Madera y gran parte del material con que estaba construido el Templo "San Antonio de Padua" en Mapiare para volver a reconstruirlo en su nuevo asentamiento, actualmente Arajú es Una comunidad o sector Dividido en Araju I Mapiare y Arajú 2 el cruce esta comunidad fue repoblada nuevamente por La Familia Bracho Ollarvez (Rafael Segundo Bracho, Vicenta Ollarvez), Familia Morillo Querales, (Domingo Morillo, Juana Querales) Familia Castillo (Carmen Castillo), Familia Morillo Borges, (Cecilio Morillo, Patricia Borges) Familia Maduro Piña (Maritza Piña, Servando Maduro), Familia Robertis (Marco Robertis), Familia Chirinos Perozo, (Domingo Chirinos, Juana Perozo), Familia Medina (Jose Medina), Familia Flores Rivero, (Francisco Flores, Zoila Rivero), Familia Becerrit (Juan Bautista Becerrit), Familia Lazaro Reyes, (Alí Lazaro, Enma Reyes) Familia Rivero Lopez (Juan Manuel Rivero, Carmen Lopez), Familia Lopez Rodriguez (Wilians Lopez, Alibeth Rodriguez), Familia Flores Querales (Victor Julio Flores, Edilia Querales), Familia Lopez Viloria (Pilar Lopez, Lucila Viloria), Familia Querales Velasquez (Eulosbio Querales, Maria Velasquez), Familia Ferrer, (Marco Ferrer) Familia Ollarvez Rojas, (Dionicio Ollarvez, Carmen Rojas)  Familia Piña Perozo (Pablo Piña, Maria Perozo), Familia Salas Gutierrez, (Dionicio Salas, Alcida Gutierrez) Familia Marrufo Lugo (Samuel Marrufo, Catalina Lugo) Posteriormente Familia Chirinos Riera, (Hernan Chirinos, Sonalis Riera) entre otros, actualmente Posee una Escuela antes Llamada Escuela Bolivariana Arajú hoy llamada Escuela Primaria Nacional Rafael Segundo Bracho, un Ambulatorio Rural C P I ARAJU

## Parques nacionales
La sierra de Falcón cuenta con dos Parques nacionales: Juan Crisóstomo Falcón y Cueva de la Quebrada del Toro. 

### Parque nacional Juan Crisóstomo Falcón
Está ubicado en la vertiente oriental de la Sierra de San Luis, a unos 30 minutos de la ciudad de Coro. Tiene una superficie de 20.000 ha, constituido por un conjunto de montañas medias y bajas, donde el Cerro Galicia, con 1500-1600 m s. n. m. es la cumbre más alta. 
En este parque existe una gran variedad de especies vegetales y animales endémicas, entre ellas la fruta de la "Urupagua" y el pájaro "Campana".
Entre sus atractivos turísticos se encuentran el Cerro Galicia, la Cueva de Hueque, la Cueva del río Acarite, el Haitón del Guarataro, el Camino de los Españoles, la cascada de los ríos Ricoa y Hueque, entre otros.

### Parque nacional "Cueva de la Quebrada del Toro"
Ubicado en el municipio Unión, al sur de la ciudad de Coro. Es una de las cuevas más importantes de Venezuela, tanto por su valor hìdrico como por su atractivo turístico sin igual. 
Comprende una superficie de 4.885 ha. La cueva está conformada por un río subterráneo, con un embalse de unos 500 m de longitud, navegable en botes pequeños. Su mayor recurso hídrico es el río El Toro, afluente del río Tocuyo que drena hacia el Mar Caribe.
Entre sus atractivos turísticos se encuentran la Cueva Quebrada El Toro, el área recreativa La Toma, la ruta Guarataro-Santa Isabel, el Puente de Piedra, la Sima Elda, entre otros.

## Festividades

### Municipio Bolívar
- - 11 de febrero: Nuestra Señora de Lourdes
- 15 de mayo: fiesta de san isidro labrador
- 6 de junio: Fiesta de la Santísima Trinidad
- 13 de junio: San Antonio de Padua
- Agosto: Fiestas de San Luis Rey
- Octubre: Ferias de San Luis

### Municipio Federación
- 3 de mayo: Día de la cruz
- 24 de junio: Día de San Juan Bautista
- Agosto: Feria Agropecuaria y Artesanal
- 4 de septiembre: Mini ferias de Agua Larga en honor a Santa Rosalía
- 23 y 24 de septiembre: Baile de las Turas (Mapararí)
- Diciembre: Feria del Pesebre,
- 28 de diciembre: Día de los Locos en Agua Larga.
- 25 de abril fiestas de suruy en honor a san marcos de león

### Municipio Petit
- 10 de mayo: Gesta de José Leonardo Chirinos
- 3.ª semana de junio: Feria Artesanal Turística
- primera semana de septiembre: Virgen de las Mercedes
- primera semana de octubre: Virgen del Rosario

### Municipio Sucre
- Última semana de abril: Ferias Caprina, Artesanal y Cultural
- 3 de mayo: Día de la Cruz de Taratara

### Municipio Unión
- 4 de octubre: San Francisco de Asís

- Datos: Q7511645